# Banaanfamilie
De banaanfamilie (Musaceae) is een familie van eenzaadlobbige planten. Deze familie is door eigenlijk alle systemen van plantentaxonomie erkend, en zo ook door Cronquist (1981), APG (1998) en APG II (2003).
Tot voor enkele decennia werden de planten die nu gerekend worden tot de families Heliconiaceae en Strelitziaceae bij deze familie ingedeeld. In de huidige, afgeslankte vorm gaat het om een kleine familie van enkele tientallen soorten in 2 à 3 geslachten. De familie komt voor in tropische gebieden van Azië, Afrika, Madagaskar en Australië en is op grote schaal aangeplant in Centraal-Amerika. Het betreft merendeels grote kruidachtige planten met een schijnstam.
Niet alleen de grootte van de familie heeft een bewogen geschiedenis, maar ook die van het geslacht Musa. Heel lang hoorden alle planten die nu tot de familie horen tot het geslacht Musa. In 1862 publiceerde Horaninow de naam Ensete voor een af te splitsen geslacht, maar dat werd pas algemeen aanvaard in 1947 toen Cheesman het nieuw leven had ingeblazen.
De status van het derde geslacht, Musella is controversieel. De enige soort in het geslacht, Musella lasiocarpa, werd eerst bij Musa, later bij Ensete ingedeeld. In 1978 werd het zijn eigen geslacht toegewezen, maar deze indeling wordt niet door iedereen gevolgd.
De familie omvat een aantal soorten en cultivars die eetbare vruchten produceren, waaronder de dessertbanaan en bakbanaan. Daarnaast lenen de vezels van Musa textilis zich voor de productie van touw (Manillahennep). De volgende artikelen behandelen aspecten van deze familie:
- Banaan (geslacht) (Musa)
- Banaan (plant)
- Banaan (fruit)
- Appelbanaan
- Babybanaan
- Bakbanaan
- Gouden banaan
- Rode banaan